# Nikki DeLoach

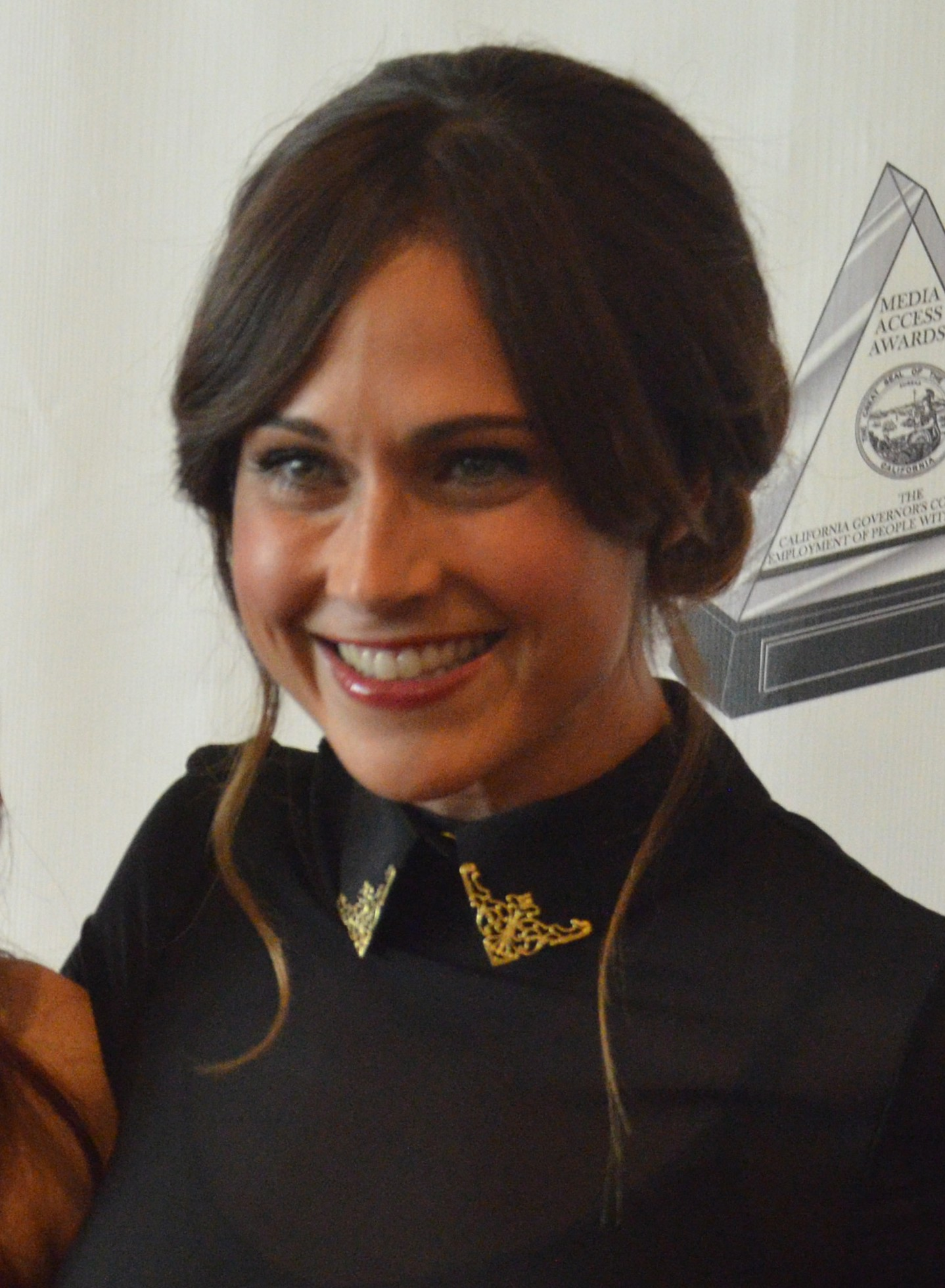
Nikki DeLoach bei der Verleihung der Media Access Awards 2012

Nikki DeLoach (* 9. September 1979 in Waycross, Georgia) ist eine US-amerikanische Schauspielerin.

## Leben und Leistungen
Die Schauspielerin hat zwei jüngere Geschwister und wuchs in Georgia auf. Sie debütierte im Jahr 1994 in der Fernsehserie Emerald Cove. Im Western Das letzte Duell (1995) spielte sie neben Lance Henriksen eine der größeren Rollen. Größere Rollen hatte sie auch im Kriminalfilm Traveller (1997) mit Bill Paxton und Mark Wahlberg sowie in der Fernsehserie North Shore (2004 bis 2005). Im Actionthriller Das Netz 2.0 (2006) übernahm sie die Hauptrolle.
DeLoach war zeitweise Mitglied der Musikgruppe Innosense. Sie studierte Soziologie an der University of California, Los Angeles. Die Schauspielerin lebt in Los Angeles.
Im September 2009 heiratete DeLoach Ryan Goodell, ein Mitglied der Boyband Take 5. Am 22. Oktober 2013 kam der gemeinsame Sohn zur Welt.

## Filmografie (Auswahl)
- 1995: Das letzte Duell (Gunfighter's Moon)
- 1995: Misery Loves Company (Fernsehserie, 8 Episoden)
- 1997: Traveller – Die Highway-Zocker (Traveller)
- 2004–2005: North Shore (Fernsehserie, 21 Episoden)
- 2006: Das Netz 2.0 (The Net 2.0)
- 2006: Windfall (Fernsehserie, 11 Episoden)
- 2007: Law Dogs
- 2008: House Bunny (The House Bunny)
- 2008: Big Fat Important Movie (An American Carol)
- 2010: Love and other Drugs – Nebenwirkung inklusive (Love and other Drugs)
- 2010: The River Why
- 2010: Flying Lessons
- 2011: Hollywoo
- 2011: Maskerade
- 2011–2016: Awkward – Mein sogenanntes Leben (Awkward., Fernsehserie, 81 Episoden)
- 2012: Ringer (Fernsehserie, 3 Episoden)
- 2012: CSI: Vegas (CSI: Crime Scene Investigation, Fernsehserie, Episode 13x20)
- 2012: A Golden Christmas 3 (Fernsehfilm)
- 2014: Navy CIS (NCIS, Fernsehserie, Episode 12x07)
- 2014: Criminal Minds (Fernsehserie, Episode 10x10)
- 2015: Castle (Fernsehserie, Episode 7x19)
- 2015: Mad Men (Fernsehserie, Episode 7x11)
- 2015: Grey’s Anatomy (Fernsehserie, Episode 12x08)
- 2015: A Kind of Magic
- 2015: Christmas Land (Fernsehfilm)
- 2016: A Dream of Christmas (Fernsehfilm)
- 2017: The Perfect Catch (Fernsehfilm)
- 2018: Truly, Madly, Sweetly – Zuckersüß verliebt (Truly, Madly, Sweetly, Fernsehfilm)
- 2018: Reunited at Christmas (Fernsehfilm)
- 2019: Love to the Rescue (Fernsehfilm)
- 2019: Love Takes Flight (Fernsehfilm)
- 2019: Two Turtle Doves (Fernsehfilm)
- 2020: Sweet Autum – Süßer Herbst (Sweet Autumn, Fernsehfilm)
- 2020: Cranberry Christmas (Fernsehfilm)
- 2021: Taking the Reins (Fernsehfilm)
- 2021: Five More Minutes (Fernsehfilm)
- 2021: 9-1-1: Notruf L.A. (9-1-1, Fernsehserie, Episode 4x01)
- 2022: Dying for Chocolate – A Curious Caterer Mystery (Fernsehfilm)
- 2022: The Gift of Peace (Fernsehfilm)
- 2022: Five More Minutes: Moments Like These (Fernsehfilm)
- 2023: Grilling Season – A Curious Caterer Mystery (Fernsehfilm)
- 2023: Fatal Vows – A Curious Caterer Mystery (Fernsehfilm)
- 2023: A World Record Christmas (Fernsehfilm)
- 2024: True Justice – Family Ties (Fernsehfilm)
- 2024: Foiled Plans – A Curious Caterer Mystery (Fernsehfilm)
- 2024: Forbidden Fruit – A Curious Caterer Mystery (Fernsehfilm)
- 2024: Our Holiday Story (Fernsehfilm)
- 2025: Girl at a Bar (Fernsehserie)